# Prosopocera itzingeriana
Prosopocera itzingeriana är en skalbaggsart som beskrevs av Stefan von Breuning 1936. Prosopocera itzingeriana ingår i släktet Prosopocera och familjen långhorningar. Inga underarter finns listade i Catalogue of Life.